# Egå Kirke
Egå kirke ligger ca. 9 kilometer nord for Aarhus C, tidligere Øster Lisbjerg Herred, Randers Amt. Kirken var i middelalderen viet til apostlene Simon og Judas Taddæus. Kor og skib er opført i romansk tid af rå kampesten med tilhuggede kvadre ved hjørner og muråbninger. Begge rundbuede døre er bevaret, norddøren tilmuret, syddøren stadig i brug. Flere tilmurede rundbuevinduer ses i murværket.
Tårn og våbenhus er opført i sengotisk tid. Tårnets glamhuller deles af runde søjler, inspirationen er formodentlig kommet fra Århus Domkirke, gavlene har etagedelt blændingsdekoration med dobbelt-spærstik-blændinger. Våbenhuset har båndblændinger under gesimsen og gavl med stigende, tredobbelte spidsbueblændinger om firkløverfelt. I våbenhuset ses en figursten over herredsfoged Anders Petersen (død 1650). Kirken blev istandsat i 1960.
Kor og skib har fået indbygget hvælv i sengotisk tid omkring 1500. Den runde korbue er bevaret med profilerede kragbånd. Alterbordets forside dækkes af et sengotisk panel med billede af Kong David og våben med Korslammet for århusbispen Ove Bille samt våben for kantor Georg Samsing, som har skænket panelet. Altertavlen i renæssance er fra omkring 1600, felterne har oprindelige malerier. Den sengotiske prædikestol har dobbelte spidsbuefelter og cirkler, udfyldt med stavværk, den dateres til omkring 1500, og regnes for en af Danmarks ældst bevarede prædikestole, oprindelig har den stået på gulvet. Det nye orgelværk fra 1981 er indsat i et orgelhus fra slutningen af 1700-tallet. I koret ses en figursten over Maren Wellomsdatter (død 1650) og to mænd.
Den romanske granitfont har på kummen dobbeltløver om fælles hoved.

## Eksterne kilder og henvisninger
- Wikimedia Commons har flere filer relateret til Egå Kirke
- Egå Kirke Arkiveret 4. marts 2016 hos  Wayback Machine hos nordenskirker.dk
- Egå Kirke Arkiveret 19. september 2015 hos  Wayback Machine hos KortTilKirken.dk